# Садик (имя)
Садик, Садык (араб. صادق‎) — мужское имя арабского происхождения, в переводе с арабского означает правдивый, справедливый. Распространено у народов исповедующих ислам.

## Известные носители
- Садик Бек (1533—1610) — персидский художник, каллиграф, поэт, и историк-хронист
- Садик Рохани (род. 1926) — шиитский богослов и марджа
- Садик Ширази (р. 1942) — великий аятолла, один из мусульманских шиитских богословов в области религии, особенно канонического права (фикха), имеющий множество последователей по всему миру
- Лариджани, Садик (1960) — аятолла, духовное лицо, политик и нынешний глава судебной системы Ирана
- Садик Хан (8 октября 1970) — британский политик-лейборист, мэр Лондона с 2016 года. Мусульманин пакистанского происхождения.

## Фамилии
- Садиков
- Садыков
- Садыхов